# Olëkminskij ulus
L'Olëkminskij ulus è un ulus (distretto) della Repubblica Autonoma della Jacuzia-Sacha, nella Russia siberiana orientale; il capoluogo è la città di Olëkminsk.

## Geografia
Confina con gli ulus Lenskij e Suntarskij a nordovest, Verchneviljujskij a nord, Gornyj e Changalasskij a nordest, Aldanskij ad est, con il territorio urbano della città di Nerjungri a sud; a sudovest confina con altri due soggetti federali russi, l'oblast' di Irkutsk e il Territorio della Transbajkalia.
L'ulus si estende nella parte sudoccidentale della Repubblica, su un ampio territorio che si estende sul bacino del fiume Olëkma (tributario della Lena).